# Terry (Montana)
Pour les articles homonymes, voir Terry.
La ville de Terry est le siège du comté de Prairie, situé dans le Montana, aux États-Unis. Sa population s’élevait à 605 habitants lors du recensement de 2010.